# Записки по българските въстания (филм)
 Тази статия е за филма.  За произведението на Захарий Стоянов вижте Записки по българските въстания.  
„Записки по българските въстания“ е български 13-сериен телевизионен игрален филм (драма, исторически) от 1976 – 1980 година, по сценарий на Георги Бранев, Веселин Бранев и Борислав Шаралиев. Режисьори са Веселин Бранев, Борислав Шаралиев и Мария Русева. Оператори са Атанас Тасев и Стоян Злъчкин. Създаден е по мотиви от книгата „Записки по българските въстания“ на Захарий Стоянов. Музиката във филма е композирана от Красимир Кюркчийски.

## Серии
- 1. серия – „Джендо“ (1976) – 69 минути
- 2. серия – „Къща край Дунава“ (1976) – 63 минути
- 3. серия – „Нравствено возвишение“ (1976) – 62 минути
- 4. серия – „Мисия“ (1976) – 61 минути
- 5. серия – „Старозагорското въстание“ (1978) – 57 минути
- 6. серия – „IV революционний окръг“ (1978) – 69 минути
- 7. серия – „Заповедникът“ (1978) – 71 минути
- 8. серия – „Великото народно събрание“ (1978) – 69 минути
- 9. серия – „Кървавото писмо“ (1978) – 58 минути
- 10. серия – „Хвърковатата чета“ (1980) – 67 минути
- 11. серия – „Между Еледжик и Панагюрище“ (1980) – 70 минути
- 12. серия – „Пожари“ (1980) – 66 минути
- 13. серия – „Краят“ (1980) – 72 минути[1].

## Актьорски състав
| В главните роли                                                                                                 | Изпълнител                                   |
| --- | -------------------------------------------- |
| Джендо (Захари Стоянов), Драган / бай Неделчо (в серии: I, II, III, IV, V, VI, VII, VIII, IX, X, XI, XII, XIII) | Стоян Стоев                                  |
| Георги Икономов (в 10 серии: II, III, IV, V, VI, VIII, IX, X, XII, XIII)                                        | Илия Караиванов                              |
| Никола Обретенов – Тихо (в 4 серии: II, III, IV, VI)                                                            | Александър Александров                       |
| Ради Иванов (в 4 серии: II, III, IV, VI)                                                                        | Иван Налбантов                               |
| Тома Кърджиев (в 3 серии: II, III, IV)                                                                          | Валентин Гаджоков                            |
| баба Тонка (в 3 серии: II, III, IV)                                                                             | Цветана Николова                             |
| Георги Бенковски / (Гаврил Хлътев) (в 8 серии: VI, VII, VIII, IX, X, XI, XII, XIII)                             | Радко Дишлиев                                |
| Панайот Волов (в 8 серии: VI, VII, VIII, IX, X, XI, XII, XIII)                                                  | Антоний Генов                                |
| Стефан Стамболов (в 3 серии: IV, V, VI)                                                                         | Георги Мамалев                               |
| поп Грую (в 6 серии: VII, VIII, IX, X, XI, XII)                                                                 | Васил Мирчовски                              |
| Тодор Каблешков (в 5 серии: VI, VIII, IX, X, XII)                                                               | Стефан Стефанов                              |
| Кольо Ганчев (в 2 серии: IV, V)                                                                                 | Марин Янев                                   |
| хаджи Руси, кехая (в 3 серии: I, II, XIII)                                                                      | Димитър Йорданов (като Димитър Цонев)        |
| Кондьо Деридимоолу, овчар (в 1 серия: I)                                                                        | Александър Далов                             |
| Михне, овчар (в 1 серия: I)                                                                                     | Милко Минков                                 |
| немият овчар (в 1 серия: I)                                                                                     | Тодор Тотев                                  |
| Гадьо, овчар (в 1 серия: I)                                                                                     | Димитър Ангелов                              |
| Юрдан, овчар (в 1 серия: I)                                                                                     | Георги Новаков                               |
| Стоян, бащата на Джендо (в 1 серия: I)                                                                          | Иван Гайдарджиев                             |
| (в 1 серия: I)                                                                                                  | Димитър Манолов                              |
| жената на Юрдан (в 1 серия: I)                                                                                  | Вера Среброва                                |
| майката на Джендо (в 1 серия: I)                                                                                | Маргарита Грънчарова                         |
| (в 1 серия: I)                                                                                                  | Лазар Попов                                  |
| (в 1 серия: I)                                                                                                  | Христо Лъжев                                 |
| (в 1 серия: I)                                                                                                  | Димитър Черногоров                           |
| (в 1 серия: I)                                                                                                  | Илия Михайлов                                |
| овчарчето (в 1 серия: I)                                                                                        | Кирил Петров (дете)                          |
| (в 1 серия: I)                                                                                                  | Итьо Итев (като Итьо Итьов)                  |
| (в 1 серия: I)                                                                                                  | Любомир Мирчев                               |
| чорбаджи Митр (в 2 серии: II, III)                                                                              | Вълчо Камарашев                              |
| бюлюкбашията (в 3 серии: II, III, IV)                                                                           | Марко Мангачев                               |
| Петрана (в 3 серии: II, III, IV)                                                                                | Таня Кировска                                |
| Ангел Кънчев (в 2 серии: II, III)                                                                               | Венцислав Божинов                            |
| башкалфата (в 1 серия: II)                                                                                      | Владимир Братанов                            |
| Ернест ефенди (в 3 серии: II, III, IV)                                                                          | Константин Димчев                            |
| жената на чорбаджи Митр (в 2 серии: II, III)                                                                    | Минка Сюлеймезова (като Минка Сюлемезова)    |
| (в 3 серии: II, III, IV)                                                                                        | Светозара Иванова                            |
| Танас (в 3 серии: II, III, IV)                                                                                  | Иван Йорданов                                |
| общинар (в 1 серия: II)                                                                                         | Стоил Попов                                  |
| (в 1 серия: II)                                                                                                 | Петър Стойчев                                |
| (в 2 серии: II, III)                                                                                            | Иван Дойчев                                  |
| бай Ангел (вв 3 серии: II, III, IV)                                                                             | Петър Петров                                 |
| малката дъщеря на баба Тонка (в 3 серии: II, III, IV)                                                           | Петя Миладинова (дете)                       |
| (в 1 серия: II)                                                                                                 | Светлана Йорданова (не е в титрите)          |
| Матю, калфата (в 2 серии: II, III)                                                                              | Николай Кимчев                               |
| учител (в 1 серия: II)                                                                                          | Гаврил Цонков (не е в титрите)               |
| Иларион Драгостинов (в 3 серии: III, IV, VI)                                                                    | Красимир Ранков                              |
| чичо Иван благодетелят на Ангел Кънчев (в 1 серия: III)                                                         | Георги Стоянов (не е в титрите)              |
| (в 1 серия: III)                                                                                                | Петър Славов                                 |
| Алан бей ефенди (в 2 серии: III, IV)                                                                            | Коста Димов                                  |
| Кольо Ганчев (в 2 серии: IV, V)                                                                                 | Марин Янев                                   |
| Георги Кюмюрев (в 2 серии: IV, V)                                                                               | Васил Банов                                  |
| Михаил Жеков, търговец (в 2 серии: IV, V)                                                                       | Дорел Якобеску (като Дорел Якубеску)         |
| Георги Жеков (в 2 серии: IV, V)                                                                                 | Траян Янков                                  |
| (в 2 серии: IV, V)                                                                                              | Любен Чаталов (като Любомир Чаталов)         |
| хаджи Андон (в 2 серии: IV, V)                                                                                  | Кирил Янев                                   |
| Димитър, даскал (в 2 серии: IV, V)                                                                              | Кирил Кавадарков                             |
| Андрей Момчев, даскал и предател (в 2 серии: IV, V)                                                             | Красимир Обретенов                           |
| (в 1 серия: IV)                                                                                                 | Нели Генова                                  |
| (в 2 серии: IV, V)                                                                                              | Иван Михайлов                                |
| Георги Бенев, даскал (в 2 серии: IV, V)                                                                         | Борис Луканов (не е в титрите)               |
| (в 2 серии: IV, V)                                                                                              | Дора Ангелова (не е в титрите)               |
| майката на Кольо Ганчев (в 2 серии: IV, V)                                                                      | Катя Тодорова (като Катя Кючукова)           |
| (в 1 серия: V)                                                                                                  | Цани Цанов                                   |
| дядо Никола (в 1 серия: V)                                                                                      | Стойчо Стойчев                               |
| бай Кольо, четник от четата на Стамболов (в 1 серия: V)                                                         | Свободко Василев                             |
| (в 1 серия: V)                                                                                                  | Александър Илинденов                         |
| (в 1 серия: V)                                                                                                  | Михаил Гецов                                 |
| Емин ефенди, каймакамина на Стара Загора (в 1 серия: V)                                                         | Хари Тороманов                               |
| (в 1 серия: V)                                                                                                  | Мария Божинова                               |
| момчето, което не иска да умре (в 1 серия: V)                                                                   | Дичо Дичев                                   |
| четник от четата на Стамболов (в 1 серия: V)                                                                    | Николай Клисуров (не е в титрите)            |
| (в 1 серия: V)                                                                                                  | Николай Хаджиминев (не е н титрите)          |
| | Стоян Янков                                  |
| Караджов, търговец от Клисура (в 5 серии: VI, VIII, IX, XII, XIII)                                              | Николай Иванов                               |
| Крайчо, байрактаря от четата на Бенковски (в 5 серии: VI, VII, VIII, IX, X, XI)                                 | Илия Георгиев                                |
| Маньо, четник от четата на Бенковски (в 7 серии: VI, VII, VIII, IX, X, XI, XII)                                 | Гроздан Герцов                               |
| Пеньо Рашев - Семерджията (в 3 серии: VI, VIII, XI)                                                             | Иван Янчев                                   |
| Тома Георгиев (в 7 серии: VI, VII, VIII, IX, X, XI, XIII)                                                       | Илия Раев                                    |
| Шабанов (в 3 серии: VI, VIII, X)                                                                                | Стефан Германов                              |
| (в 3 серии: VI, VIII, IX)                                                                                       | Любомир Ценов (в VI с. като Любен Ценов)     |
| бай Драган -Даньо, селянин от Бойковци (в 5 серии: VI, VIII, XI, XII, XIII)                                     | Стефан Костов                                |
| майката на Тодор Каблешков (в 2 серии: VI, VIII)                                                                | Стефка Кацарска                              |
| г-жа Мария (в 1 серия: VI)                                                                                      | Гергана Бърдарова                            |
| Григор, воденичарят (в 1 серия: VI)                                                                             | Пламен Дончев                                |
| (в 3 серии: VI, VIII, IX)                                                                                       | Николай Митев                                |
| селянин от Рупченско (в 2 серии: VI, VIII)                                                                      | Тихомир Златев                               |
| Петър Павурджиев, учителят от Клисура и син на ханджията (в 3 серии: VI, IX, X)                                 | Николай Узунов                               |
| Мехмед ефенди, учителят по турски език в Клисура (в 2 серии: VI, X)                                             | Иван Дервишев                                |
| (в 1 серия: VI)                                                                                                 | Матей Иванов                                 |
| търговец (в 1 серия: VI)                                                                                        | Дончо Пашов                                  |
| (в 1 серия: VI)                                                                                                 | Ангел Христов                                |
| (в 1 серия: VI)                                                                                                 | Любомир Петров                               |
| бай Станойко, мелничаря от Бойковци (в 2 серии: VI, XIII)                                                       | Димитър Керанов                              |
| Христо Антикаров (в 1 серия: VI)                                                                                | Владимир Давчев (не е в титрите)             |
| зговорачето, разговарящ с Каблешков, ученик в Пловдив (в 1 серия: VI)                                           | Христо Памуков (не е в титрите)              |
| Димитра, дъщерята на поп Грую и Симоница (в 2 серии: VII, IX)                                                   | Елена Мирчовска                              |
| Найден Дринов (в 5 серии: VII, VIII, IX, XI, XII)                                                               | Димитър Герасимов                            |
| Кокльо (в 7 серии: VII, VIII, IX, X, XI, XII, XIII)                                                             | Сашо Симов                                   |
| Павел Бобеков, учител(в 7 серии: VII, VIII, IX, X, XI, XII, XIII)                                               | Илия Добрев                                  |
| Искрьо Мачев (в 3 серии: VII, VIII, IX)                                                                         | Продан Нончев                                |
| (в 1 серия: VII)                                                                                                | Димитър Манчоров                             |
| Марин Ангелов Балтов (в 1 серия: VII)                                                                           | Иван Томов                                   |
| (в 2 серии: VII, VIII)                                                                                          | Георги Манев                                 |
| Ахмед ага (в 7 серии: VII, VIII, IX, X, XI, XII, XIII)                                                          | Калчо Калчев                                 |
| Ангелаки (в 4 серии: VII, VIII, IX, X)                                                                          | Емил Марков                                  |
| (в 2 серии: VII, VIII)                                                                                          | Иво Русев                                    |
| дядото с пушката (в 3 серии: VII, VIII, X)                                                                      | Христо Сутров                                |
| Нена Щърбанова, съпруга на Петър Щърбанов (в 4 серии: VII, VIII, XI, XII)                                       | Анна Пенчева (в XI, XII с. като Ани Пенчева) |
| Петър Щърбанов (в 5 серии: VII, VIII, IX, XI, XII)                                                              | Климент Михайлов                             |
| дядо Райно, пощальона от Панагюрище (в 7 серии: VII, VIII, IX, X, XI, XII)                                      | Никола Дадов                                 |
| отец Кирил, игумен от манастира (в 7 серии: VII, VIII, IX, X, XI, XII, XIII)                                    | Йордан Спиров                                |
| кака Симоница, жената на поп Грую(в 1 серия: VII)                                                               | Надя Тодорова                                |
| Павел Хаджисимеонов (в 7 серии: VII, VIII, IX, X, XI, XII, XIII)                                                | Динко Динев                                  |
| (в 1 серия: VII)                                                                                                | Атанас Лилянов                               |
| каещият се селянин при отец Кирил (в 1 серия: VII)                                                              | Иван Обретенов                               |
| майката на Найден Попстоянов (в 1 серия: VIII)                                                                  | Елена Стефанова                              |
| Найден Попстоянов, даскал (в 4 серии: VII, VIII, IX, X)                                                         | Николай Ангелов                              |
| Петко Манчев, кундурджията (в 3 серии: VIII, IX, XII)                                                           | Стойчо Попов                                 |
| Соколов (в 2 серии: VIII, IX)                                                                                   | Вельо Горанов                                |
| търговец от Панагюрище (в 1 серия: VIII)                                                                        | Веско Симеонов                               |
| Азис паша, пловдивския митесерифин (в 3 серии: VIII, X, XI)                                                     | Лъчезар Стоянов                              |
| (в 1 серия: VIII)                                                                                               | Георги Енчев                                 |
| (в 1 серия: VIII)                                                                                               | Йорданка Цанева                              |
| (в 1 серия: VIII)                                                                                               | Радка Ялъмова                                |
| (в 1 серия: VIII)                                                                                               | Веселина Манафова                            |
| (в 2 серии: VIII, IX)                                                                                           | Александър Благоев                           |
| Неджип ага (в 2 серии: VIII, IX)                                                                                | Веселин Вълков                               |
| Симеон Хаджикирилов (в 5 серии: VIII, IX, X, XI, XII)                                                           | Йордан Спасов                                |
| търговец от Панагюрище (в 3 серии: VIII, X, XII)                                                                | Янко Чернев                                  |
| Ненко, предателя от Оборшще (в 1 серия: VIII)                                                                   | Антон Радичев                                |
| (в 1 серия: IX)                                                                                                 | Ангел Христозов                              |
| (в 1 серия: IX)                                                                                                 | Георги Горанов                               |
| | Петко Петков                                 |
| (в 1 серия: IX)                                                                                                 | Бочо Бочев                                   |
| бай Иван Тутев, топчията (в 5 серии: IX, X, XI, XII, XIII)                                                      | Бою Боев                                     |
| майката на Павел Бобеков (в 2 серии: IX, XII)                                                                   | Кунка Баева                                  |
| чорбаджи Тодор (в 1 серия: IX)                                                                                  | Ангел Ламбев                                 |
| Адил ага Тъмрашлията (в 3 серии: X, XI, XII)                                                                    | Живко Гарванов                               |
| Добри, даскал от Панагюрище (в 3 серии: X, XI, XII)                                                             | Добри Добрев                                 |
| Райна Княгиня (в 2 серии: X и XII)                                                                              | Катя Георгиева                               |
| турчин (в 3 серии: X, XI, XII)                                                                                  | Любен Данев                                  |
| (в 1 серия: X)                                                                                                  | Петко Петков                                 |
| четник от четата на Бенковски (в 3 серии: X, XI, XIII)                                                          | Тодор Тодоров                                |
| преселничката, с внучето на ръце (в 1 серия: X)                                                                 | Милка Попантонова                            |
| Мария Ангелова Сутич, съпруга на Иван Сутич, революционерка от четата на Бенковски (в серия: XI, XIII)          | Ина Попова                                   |
| (в серия: XI)                                                                                                   | Димитър Ангелов                              |
| (в серия: XI)                                                                                                   | Радослав Цветков                             |
| папазинът, четящ шариата (в серия: XI)                                                                          | Димитър Милушев                              |
| турски адютант (в серия: XI)                                                                                    | Юри Савчев                                   |
| Мария Готфолд Фрошмайстер, директор в австрийската компания в Белово (в серия: XI)                              | Васил Кирков                                 |
| Иван Сутич, далматинец, служител на Барон-Хиршовата железница (в серия: XI, XIII)                               | Стойко Манов                                 |
| Гене Теллиата (в серия: XI)                                                                                     | Ангел Ангелов                                |
| попът от Еледжик (в серия: XI)                                                                                  | Любен Петров                                 |
| (в серия: XII)                                                                                                  | Мирослав Косев                               |
| дядо Въльо - „Мечката“, предателя (в серия: XIII)                                                               | Никола Тодев                                 |
| (в серия: XIII)                                                                                                 | Костадин Киряков                             |
| (в серия: XIII)                                                                                                 | Веселин Зехирев                              |
| четник от четата на Бенковски (в серия: XIII)                                                                   | Стойко Пеев                                  |
| (в серия: XIII)                                                                                                 | Димитър Миланов                              |
| четник (в серия: XIII)                                                                                          | Георги Георгиев-Гочето (не е в титрите)      |
| бай Станчо, от Тетевен (в серия: XIII)                                                                          | Борислав Иванов (не е в титрите)             |